# Brachurapteryx
Brachurapteryx là một chi bướm đêm thuộc họ Geometridae.

## Các loài
- Brachurapteryx breviaria (Hübner, [1831])